# Jukinari Sugawara
Jukinari Sugawara (japonsky: 菅原 由勢; * 28. června 2000) je japonský fotbalista, který hraje jako pravý obránce za Southampton FC a japonskou reprezentaci. Před přestupem do Southamptonu v roce 2024 hrál v Nagoja Grampus, AZ Alkmaar a AZ Jong.
S reprezentací do 19 let se umístil na třetím místě na Mistrovství Asie 2019.

## Úspěchy

### Japonsko U19
- Třetí místo na mistrovství Asie U19: 2018

### Individuální
- Eredivisie, Talent měsíce: leden 2022[1]
- Eredivisie, Tým měsíce: leden 2022,[2] březen 2023,[3] srpen 2023,[4] září 2023,[5] říjen 2023,[6]

### Rekordy
- Nejvíce zápasů za AZ Alkmaar v soutěžích UEFA: 49[7]